# Майчина гора
Майчина гора — заповідне урочище місцевого значення. Об'єкт розташований на території Черкаського району Черкаської області, схил південної експозиції до глибокої балки між селами Лука та Горобіївка.
Площа — 5 га, статус отриманий у 1979 році.